# Aneomochtherus marikovskii
Aneomochtherus marikovskii là một loài ruồi trong họ Asilidae. Aneomochtherus marikovskii được Lehr miêu tả năm 1958. Loài này phân bố ở vùng Cổ Bắc giới.